# Daniel Tashian

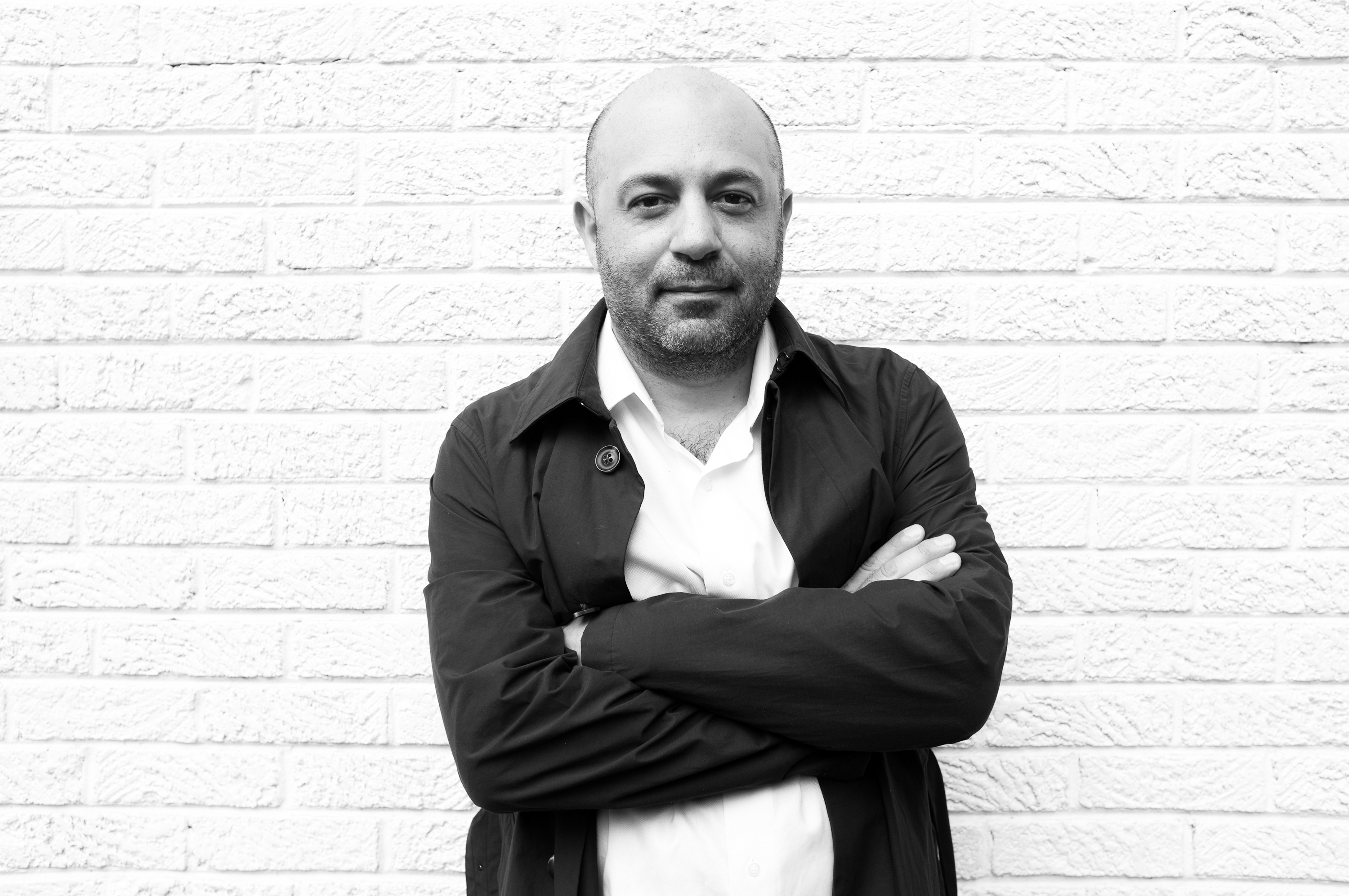
Daniel Tashian

Daniel Keyes Tashian (* 1974 in Norwalk, Connecticut) ist ein US-amerikanischer Musiker, Songwriter und Musikproduzent aus Nashville. Für die Produktion des Albums Golden Hour von Kacey Musgraves wurde er 2019 mit zwei Grammy Awards ausgezeichnet.

## Biografie
Daniel Tashian ist der Sohn von Barry Tashian, der in den 1960er Jahren als Kopf der Rockband The Remains und später mit Ehefrau Holly als Country-Duo erfolgreich war. Er wurde in Connecticut geboren, seine Familie zog aber 1984 nach Nashville, als sein Vater der Band von Emmylou Harris angehörte. Er lernte mehrere Instrumente und begann in der High-School-Zeit, eigene Songs zu schreiben. In den 1990er Jahren begann er eine Solokarriere als Folk-Rock-Musiker und veröffentlichte 1996 das Album Sweetie, das von T Bone Burnett produziert worden war. Später war er Sänger und Gitarrist der Silver Seas (ursprünglicher Bandname The Bees), einer Alternative-Rock-Band aus Nashville, mit der er von 2004 bis 2018 fünf Alben veröffentlichte.
Ab den späten 2000er Jahren war er immer öfter auch als Liedschreiber für andere Musiker tätig. 2009 schloss er sich der Publishing Company Big Yellow Dog an. Er schrieb Songs vorwiegend aus dem Bereich Country unter anderem für Lee Ann Womack, Josh Turner, die Eli Young Band, Billy Currington, Sara Evans und Martina McBride.
Hin und wieder trat Tashian auch als Produzent von ihm geschriebener Songs in Erscheinung, zum Beispiel bei My Dear Machine von Sixpence None the Richer auf ihrem letzten Album Lost in Translation (2012). Aber erst das Album Golden Hour von Kacey Musgraves war 2018 sein erstes großes umfassendes Projekt. Zusammen mit Musgraves und Ian Fitchuk schrieb und produzierte er die Songs und spielte auch einen Großteil der Instrumente ein. Das Album erreichte Platz 1 der Country- und Platz 4 der offiziellen Charts und wurde bei den Grammy Awards 2019 als Album des Jahres und als bestes Country-Album ausgezeichnet. Danach folgten weitere Großproduktionen unter anderem für Josh Rouse, Jessie James Decker und Brett Eldredge.
Gleichzeitig widmete er sich aber auch verstärkt eigenen Projekten. 2019 veröffentlichte er sein eigenes Album I Love Rainy Days mit Liedern für Kinder, bei dem auch seine eigenen drei Töchter zu hören sind. Es brachte ihm ebenso eine Grammy-Nominierung wie ein Jahr später das Projekt Blue Umbrella, das er in Kooperation mit Burt Bacharach aufnahm.

## Diskografie
Soloalben
- Sweetie (1996)
- The Lights of Town (2010)
- Some Other Country (2018)
- Landscapes, Vol. 1 (2018)
- I Love Rainy Days (2019)
- Mr. Moonlight (EP, 2020)
- Blue Umbrella (EP, mit Burt Bacharach, 2020)
- Landscapes, Vol. 2 (2020)
- Blue Umbrella – The Complete Recordings (mit Burt Bacharach, 2021)

Albumproduktionen und Produktionsbeteiligungen
- Chaâteau Revenge! / The Silver Seas (2010, mit Jason Lehning)
- Lost in transition / Sixpence None the Richer (2012, ein Song)
- Love in the Modern Age / Josh Rouse (2018, drei Songs mit Rouse)
- Golden Hour / Kacey Musgraves (2018, mit Musgraves und Ian Fitchuk)
- Canterbury Girls / Lily & Madeleine (2019, mit Ian Fitchuk)
- Sunday Drive / Brett Eldredge (2020, mit Ian Fitchuk)

Songwriting
- Christmas All Over the World / Tim McGraw (2011)
- Hometown Girl / Josh Turner (2016, US Platz 56 Platin)
- Slow Burn / Kacey Musgraves (2018)
- Glittery / Kacey Musgraves featuring Troye Sivan (2019)
- Hang On / Needtobreathe (2020)
- Gabrielle / Brett Eldredge (2020)

und weitere Songs für Sarah Buxton, Maisie Peters, Josh Rouse, Little Big Town, Sara Evans, Maren Morris, Vance Joy, Lady A, Love and Theft, Martina McBride, Lee Ann Womack, Jessie James Decker und Lissie

## Auszeichnungen
Grammy Awards
- 2019:
  - Album of the Year für Golden Hour (Produzent, Interpretin Kacey Musgraves)
  - Best Country Album für Golden Hour (Produzent, Interpretin Kacey Musgraves)
- Nominierungen:
  - 2020: Best Children’s Music Album für I Love Rainy Days
  - 2021: Best Traditional Pop Vocal Album für Blue Umbrella

Academy of Country Music Awards
- 2019: Album of the Year für Golden Hour (Produzent, Interpretin Kacey Musgraves)

Country Music Association Awards
- 2018: Album of the Year für Golden Hour (Produzent, Interpretin Kacey Musgraves)